# Beisebol nos Jogos Olímpicos de Verão de 2020
O torneio de beisebol nos Jogos Olímpicos de Verão de 2020 foi disputado entre 28 de julho e 7 de agosto de 2021 no Fukushima Azuma Baseball Stadium, em Fukushima, e no Yokohama Stadium, em Yokohama. Originalmente programado para decorrer em 2020, em 24 de março daquele ano, as Olimpíadas foram adiadas para 2021 devido à pandemia da COVID-19.
O beisebol, juntamente com o softbol foi um dos cinco esportes adicionados ao programa olímpico apenas para Tóquio 2020, não retornando em 2024. Foi a primeira aparição do esporte desde os Jogos Olímpicos de 2008.
Seis equipes se classificaram para o torneio: Japão, por ser o país sede, Coreia do Sul, Estados Unidos, Israel, México e  República Dominicana. Os donos da casa obtiveram a inédita medalha de ouro na modalidade após vencerem os Estados Unidos na final por 2–0; já medalha de bronze ficou com os dominicanos após vencerem os sul-coreanos por 10–6.

## Qualificação
Seis seleções nacionais se qualificaram para os Jogos, sob a jurisdição da World Baseball Softball Confederation (WBSC). O Japão se qualificou automaticamente como país-sede e Israel se qualificou ao vencer o Torneio de Qualificação Continental da África/Europa.
Duas equipes se qualificaram pelo WBSC Premier12 em novembro de 2019: a Coreia do Sul, como a melhor equipe da região da Ásia/Oceania (à parte do Japão, já previamente qualificado), enquanto que o México se classificou como a melhor equipe das Américas. Uma outra seleção das Américas se classificou através de um torneio continental, inicialmente programado para acontecer em março de 2020, mas adiado para maio e junho de 2021 devido à pandemia de COVID-19, sendo este vencido pelos Estados Unidos.
A última vaga foi obtida pela República Dominicana após vencer o Torneio Final de Qualificação em junho de 2021.
| Método                                   | Data                          | Local                            | Vagas | Classificado           |
| ---------------------------------------- | ----------------------------- | -------------------------------- | ----- | ---------------------- |
| País-sede                                | —                             | —                                | 1     | Japão                  |
| Torneio de Qualificação da África/Europa | 18–22 de setembro de 2019     | Bolonha e Parma                  | 1     | Israel                 |
| WBSC Premier12                           | 2–17 de novembro de 2019      | Tóquio                           | 2     | Coreia do Sul · México |
| Torneio de Qualificação das Américas     | 31 de maio–5 de junho de 2021 | Port St. Lucie e West Palm Beach | 1     | Estados Unidos         |
| Torneio Final de Qualificação            | 22–26 de junho de 2021        | Puebla                           | 1     | República Dominicana   |
| TOTAL                                    |                               |                                  | 6     |                        |

## Calendário
O torneio de beisebol foi disputado apenas por homens (as mulheres disputaram o softbol) ao longo de dez dias, com as disputas por medalhas ocorrendo em 7 de agosto de 2021.
| G | Fase de grupos | E | Fase eliminatória | B | Disputa pelo bronze | F | Final |

| Qua 28 jul | Qui 29 jul | Sex 30 jul | Sáb 31 jul | Dom 1 ago | Seg 2 ago | Ter 3 ago | Qua 4 ago | Qui 5 ago | Sex 6 ago | Sáb 7 ago | Sáb 7 ago |
| ---------- | ---------- | ---------- | ---------- | --------- | --------- | --------- | --------- | --------- | --------- | --------- | --------- |
| G          | G          | G          | G          | E         | E         | E         | E         | E         |           | B         | F         |

## Medalhistas
|  | JPN Japão |  | USA Estados Unidos |  | DOM República Dominicana |
|  | Kōyō Aoyagi Suguru Iwazaki Masato Morishita Hiromi Itoh Yoshinobu Yamamoto Masahiro Tanaka Yasuaki Yamasaki Ryoji Kuribayashi Yūdai Ōno Kodai Senga Kaima Taira Ryutaro Umeno Takuya Kai Tetsuto Yamada Sōsuke Genda Hideto Asamura Ryosuke Kikuchi Hayato Sakamoto Munetaka Murakami Kensuke Kondo Yuki Yanagita Ryoya Kurihara Masataka Yoshida Seiya Suzuki |  | Shane Baz Anthony Carter Brandon Dickson Anthony Gose Edwin Jackson Scott Kazmir Nick Martinez Scott McGough David Robertson Joe Ryan Ryder Ryan Simeon Woods Richardson Tim Federowicz Mark Kolozsvary Nick Allen Eddy Alvarez Triston Casas Todd Frazier Jamie Westbrook Tyler Austin Eric Filia Patrick Kivlehan Jack López Bubba Starling |  | Darío Álvarez Gabriel Arias Jairo Asencio Luis Felipe Castillo Jumbo Díaz Junior García Jhan Mariñez Cristopher Mercedes Denyi Reyes Ramón Rosso Ángel Sánchez Raúl Valdés Roldani Baldwin Charlie Valerio José Bautista Juan Francisco Jeison Guzmán Erick Mejia Gustavo Núñez Emilio Bonifácio Melky Cabrera Johan Mieses Yefri Pérez Julio Rodríguez |

## Formato da competição
O pequeno número de seleções no torneio resultou em um formato não usual adotado, totalizando 16 jogos. Se iniciou com uma fase de grupos no formato de todos contra todos, seguido de uma fase eliminatória no formato de dupla eliminação.
Para a fase de grupos, houve dois grupos de três equipes cada. Cada equipe enfrentou as outras duas do mesmo grupo uma vez, sendo disputadas um total de seis partidas.
Na fase eliminatória, as primeiras três partidas foram entre equipes que terminaram na mesma posição em seus respectivos grupos (A1 vs B1, A2 vs B2, A3 vs B3). O perdedor da partida A3 vs. B3 foi eliminado (com uma única derrota na fase). Já a seleção vitoriosa continuou na disputar em formato de dupla eliminação, até que houvesse uma equipe restante nas chaves dos vencedores e dos perdedores. Essas duas equipes disputaram a medalha de ouro (partida única; o vencedor da chave dos perdedores não precisou vencer o representante da chave dos vencedores por duas vezes). As últimas duas equipes eliminadas da chave dos perdedores disputaram a medalha de bronze. No total, 10 partidas foram disputadas na fase eliminatória:
1. A3 vs B3 (perdedor eliminado)
2. A2 vs B2
3. Vencedor do jogo 1 vs Vencedor do jogo 2
4. A1 vs B1
5. Perdedor do jogo 2 vs Perdedor do jogo 3 (perdedor eliminado)
6. Perdedor do jogo 4 vs Vencedor do jogo 5 (perdedor disputa o bronze)
7. Vencedor do jogo 3 vs Vencedor do jogo 4 (vencedor disputa o ouro)
8. Perdedor do jogo 7 vs Vencedor do jogo 6 (vencedor disputa o ouro, perdedor disputa o bronze)
9. Partida do bronze: Perdedor do jogo 6 vs Perdedor do jogo 8
10. Partida do ouro: Vencedor do jogo 7 vs. Vencedor do jogo 8

Portanto, as duas melhores equipes da fase de gruposse enfrentaram nas quartas de final, com um possível novo confronto posteriormente no torneio (incluindo a partida pela medalha de ouro, se o vencedor também vencesse a partida seguinte e o perdedor vencesse as duas próximas).

## Fase de grupos
O calendário foi anunciado em 28 de junho de 2021.
Todas as partidas seguem o fuso horário local (UTC+9).
|  | Equipes classificadas à segunda rodada           |
|  | Equipes classificadas à primeira rodada (jogo 1) |
|  | Equipes classificadas à primeira rodada (jogo 2) |

### Grupo A
| Pos. | Equipe               | P | V | D | CF | CC | PCT   |
| ---- | -------------------- | - | - | - | -- | -- | ----- |
| 1    | Japão                | 2 | 2 | 0 | 11 | 7  | 1.000 |
| 2    | República Dominicana | 2 | 1 | 1 | 4  | 4  | .500  |
| 3    | México               | 2 | 0 | 2 | 4  | 8  | .000  |

| Equipe               | 1 | 2 | 3 | 4 | 5 | 6 | 7 | 8 | 9 | R | H | E |
| -------------------- | - | - | - | - | - | - | - | - | - | - | - | - |
| República Dominicana | 0 | 0 | 0 | 0 | 0 | 0 | 2 | 0 | 1 | 3 | 8 | 0 |
| Japão                | 0 | 0 | 0 | 0 | 0 | 0 | 1 | 0 | 3 | 4 | 9 | 0 |

V: Ryoji Kuribayashi (1–0)  D: Jairo Asencio (0–1)  

| Equipe               | 1 | 2 | 3 | 4 | 5 | 6 | 7 | 8 | 9 | R | H | E |
| -------------------- | - | - | - | - | - | - | - | - | - | - | - | - |
| México               | 0 | 0 | 0 | 0 | 0 | 0 | 0 | 0 | 0 | 0 | 4 | 0 |
| República Dominicana | 0 | 0 | 0 | 0 | 1 | 0 | 0 | 0 | X | 1 | 6 | 0 |

V: Ángel Sánchez (1–0)  D: Teddy Stankiewicz (0–1)  S: Luis Felipe Castillo (1)  

| Equipe | 1 | 2 | 3 | 4 | 5 | 6 | 7 | 8 | 9 | R | H  | E |
| ------ | - | - | - | - | - | - | - | - | - | - | -- | - |
| Japão  | 0 | 1 | 1 | 3 | 0 | 0 | 1 | 1 | 0 | 7 | 10 | 0 |
| México | 1 | 0 | 0 | 1 | 0 | 0 | 0 | 2 | 0 | 4 | 7  | 2 |

V: Masato Morishita (1–0)  D: Juan Pablo Oramas (1–0)  S: Ryoji Kuribayashi (1)  
HRs:  JPN – Tetsuto Yamada (1), Hayato Sakamoto (1)  MEX – Joey Meneses (1)

### Grupo B
| Pos. | Equipe         | P | V | D | CF | CC | PCT   |
| ---- | -------------- | - | - | - | -- | -- | ----- |
| 1    | Estados Unidos | 2 | 2 | 0 | 12 | 3  | 1.000 |
| 2    | Coreia do Sul  | 2 | 1 | 1 | 8  | 9  | .500  |
| 3    | Israel         | 2 | 0 | 2 | 6  | 14 | .000  |

| Equipe        | 1 | 2 | 3 | 4 | 5 | 6 | 7 | 8 | 9 | 10 | R | H  | E |
| ------------- | - | - | - | - | - | - | - | - | - | -- | - | -- | - |
| Israel        | 0 | 0 | 0 | 0 | 0 | 2 | 0 | 0 | 1 | 0  | 5 | 7  | 0 |
| Coreia do Sul | 0 | 0 | 0 | 2 | 0 | 0 | 3 | 0 | 0 | 1  | 6 | 11 | 0 |

V: Oh Seung-hwan (1–0)  D: Jeremy Bleich (0–1)  
HRs:  ISR – Ian Kinsler (1), Ryan Lavarnway (2)  KOR – Oh Ji-hwan (1), Lee Jung-hoo (1), Kim Hyun-soo (1)
| Equipe         | 1 | 2 | 3 | 4 | 5 | 6 | 7 | 8 | 9 | R | H  | E |
| -------------- | - | - | - | - | - | - | - | - | - | - | -- | - |
| Estados Unidos | 0 | 0 | 3 | 0 | 0 | 1 | 2 | 1 | 1 | 8 | 11 | 0 |
| Israel         | 0 | 0 | 0 | 1 | 0 | 0 | 0 | 0 | 0 | 1 | 7  | 2 |

V: Joe Ryan (1–0)  D: Joey Wagman (0–1)  
HRs:  USA – Tyler Austin (1)  ISR – Danny Valencia (1)
| Equipe         | 1 | 2 | 3 | 4 | 5 | 6 | 7 | 8 | 9 | R | H | E |
| -------------- | - | - | - | - | - | - | - | - | - | - | - | - |
| Coreia do Sul  | 0 | 0 | 0 | 0 | 0 | 0 | 0 | 0 | 1 | 2 | 5 | 0 |
| Estados Unidos | 0 | 0 | 0 | 2 | 2 | 0 | 0 | 0 | X | 4 | 6 | 0 |

V: Nick Martinez (1–0)  D: Ko Young-pyo (0–1)  S: David Robertson (1)  
HRs:  USA – Triston Casas (1), Nick Allen (1)

## Fase final

### Primeira rodada
| Equipe | 1 | 2 | 3 | 4 | 5 | 6 | 7 | 8 | 9 | R  | H  | E |
| ------ | - | - | - | - | - | - | - | - | - | -- | -- | - |
| Israel | 1 | 0 | 5 | 0 | 0 | 0 | 6 | 0 | 0 | 12 | 12 | 0 |
| México | 0 | 0 | 4 | 0 | 0 | 1 | 0 | 0 | 0 | 5  | 8  | 1 |

V: Zack Weiss (1–0)  D: Manny Barreda (0–1)  
HRs:  ISR – Danny Valencia (2)
| Equipe               | 1 | 2 | 3 | 4 | 5 | 6 | 7 | 8 | 9 | R | H  | E |
| -------------------- | - | - | - | - | - | - | - | - | - | - | -- | - |
| República Dominicana | 1 | 0 | 0 | 2 | 0 | 0 | 0 | 0 | 0 | 3 | 6  | 0 |
| Coreia do Sul        | 1 | 0 | 0 | 0 | 0 | 0 | 0 | 0 | 3 | 4 | 12 | 1 |

V: Oh Seung-hwan (2–0)  D: Luis Felipe Castillo (0–1)  
HRs:  DOM – Juan Francisco (1)

### Segunda rodada
| Equipe            | 1 | 2 | 3 | 4 | 5 | 6 | 7 | 8 | 9 | R  | H  | E |
| ----------------- | - | - | - | - | - | - | - | - | - | -- | -- | - |
| Israel            | 0 | 0 | 0 | 0 | 1 | 0 | 0 | X | X | 1  | 3  | 2 |
| Coreia do Sul (7) | 1 | 2 | 0 | 0 | 7 | 0 | 1 | X | X | 11 | 18 | 0 |

V: Cho Sang-woo (1–0)  D: Joey Wagman (0–2)  
HRs:  KOR – Oh Ji-hwan (2), Kim Hyun-soo (2)
| Equipe         | 1 | 2 | 3 | 4 | 5 | 6 | 7 | 8 | 9 | 10 | R | H  | E |
| -------------- | - | - | - | - | - | - | - | - | - | -- | - | -- | - |
| Estados Unidos | 0 | 0 | 0 | 3 | 3 | 0 | 0 | 0 | 0 | 0  | 6 | 12 | 2 |
| Japão (10)     | 0 | 0 | 2 | 1 | 2 | 0 | 0 | 0 | 1 | 1  | 7 | 12 | 0 |

V: Ryoji Kuribayashi (2–0)  D: Edwin Jackson (0–1)  
HRs:  USA – Triston Casas (2)  JPN – Seiya Suzuki (1)

### Repescagem da primeira rodada
| Equipe               | 1 | 2 | 3 | 4 | 5 | 6 | 7 | 8 | 9 | R | H | E |
| -------------------- | - | - | - | - | - | - | - | - | - | - | - | - |
| Israel               | 0 | 0 | 0 | 0 | 4 | 0 | 0 | 2 | 0 | 6 | 9 | 2 |
| República Dominicana | 1 | 0 | 1 | 0 | 0 | 2 | 1 | 0 | 2 | 7 | 9 | 1 |

V: Luis Felipe Castillo (1–1)  D: Zack Weiss (1–1)  
HRs:  ISR – Danny Valencia (3)  DOM – Jeison Guzmán (1), Johan Mieses (1)

### Repescagem da segunda rodada
| Equipe               | 1 | 2 | 3 | 4 | 5 | 6 | 7 | 8 | 9 | R | H | E |
| -------------------- | - | - | - | - | - | - | - | - | - | - | - | - |
| República Dominicana | 0 | 0 | 0 | 0 | 0 | 0 | 0 | 0 | 1 | 1 | 5 | 0 |
| Estados Unidos       | 2 | 0 | 0 | 0 | 1 | 0 | 0 | 0 | X | 3 | 3 | 3 |

V: Scott Kazmir (1–0)  D: Denyi Reyes (0–1)  S: David Robertson (2)  
HRs:  DOM – Charlie Valerio (1)  USA – Triston Casas (3), Tyler Austin (2)

### Semifinais
| Equipe        | 1 | 2 | 3 | 4 | 5 | 6 | 7 | 8 | 9 | R | H | E |
| ------------- | - | - | - | - | - | - | - | - | - | - | - | - |
| Coreia do Sul | 0 | 0 | 0 | 0 | 0 | 2 | 0 | 0 | 0 | 2 | 7 | 1 |
| Japão         | 0 | 0 | 1 | 0 | 1 | 0 | 0 | 3 | X | 5 | 9 | 1 |

V: Hiromi Itoh (1–0)  D: Go Woo-suk (0–1)  S: Ryoji Kuribayashi (2)  

| Equipe         | 1 | 2 | 3 | 4 | 5 | 6 | 7 | 8 | 9 | R | H | E |
| -------------- | - | - | - | - | - | - | - | - | - | - | - | - |
| Coreia do Sul  | 0 | 0 | 0 | 0 | 1 | 0 | 1 | 0 | 0 | 2 | 7 | 0 |
| Estados Unidos | 0 | 1 | 0 | 1 | 0 | 5 | 0 | 0 | X | 7 | 9 | 1 |

V: Ryder Ryan (1–0)  D: Lee Eui-lee (0–1)  
HRs:  USA – Jamie Westbrook (1)

### Disputa pelo bronze
| Equipe               | 1 | 2 | 3 | 4 | 5 | 6 | 7 | 8 | 9 | R  | H  | E |
| -------------------- | - | - | - | - | - | - | - | - | - | -- | -- | - |
| República Dominicana | 4 | 0 | 0 | 0 | 1 | 0 | 0 | 5 | 0 | 10 | 14 | 0 |
| Coreia do Sul        | 0 | 1 | 0 | 1 | 4 | 0 | 0 | 0 | 0 | 6  | 13 | 0 |

V: Cristopher Mercedes (1–0)  D: Oh Seung-hwan (2–1)  S: Jumbo Díaz (1)  
HRs:  DOM – Juan Francisco (2), Julio Rodríguez (1), Johan Mieses (2)  KOR – Kim Hyun-soo (3)

### Final
| Equipe         | 1 | 2 | 3 | 4 | 5 | 6 | 7 | 8 | 9 | R | H | E |
| -------------- | - | - | - | - | - | - | - | - | - | - | - | - |
| Estados Unidos | 0 | 0 | 0 | 0 | 0 | 0 | 0 | 0 | 0 | 0 | 6 | 1 |
| Japão          | 0 | 0 | 1 | 0 | 0 | 0 | 0 | 1 | 0 | 2 | 8 | 0 |

V: Masato Morishita (2–0)  D: Nick Martinez (1–1)  S: Ryoji Kuribayashi (3)  
HRs:  JPN – Munetaka Murakami (1)

## Classificação final
| Pos.              | Seleção              |
| ----------------- | -------------------- |
| Medalha de ouro   | Japão                |
| Medalha de prata  | Estados Unidos       |
| Medalha de bronze | República Dominicana |
| 4                 | Coreia do Sul        |
| 5                 | Israel               |
| 6                 | México               |